# Caroline Vedel
Caroline Vedel (* 18. März 2000 in Dänemark) ist eine dänische Schauspielerin.

## Leben und Karriere
Vedel wurde am 18. März 2000 in Dänemark geboren. Ihr Debüt gab sie 2015 in der Fernsehserie Hjørdis. Anschließend bekam sie in der Serie In anderen Welten eine Hauptrolle. Außerdem war Vedel 2017 in Mercur zu sehen. 2018 brachte sie ihr Album Good Life raus.
Unter anderem synchronisierte sie 2020 in dem Film Mina und die Traumzauberer die Figur Jenny. 2023 wurde Vedelmfür die Serie Chrorus Girls gecastet.

## Filmografie (Auswahl)
Filme
- 2020: Mina und die Traumzauberer

Serien
- 2015: Hjørdis
- 2016: In anderen Welten
- 2017: Mercur
- 2019: Die Schwesternschule
- 2020: Centrum
- 2021: Den som dræber - Fanget af mørket
- 2023: Chrorus Girls

## Diskografie

### Alben
- 2016: Den Anden Verden
- 2018: Good Life